# Beychac-et-Caillau
Beychac-et-Caillau is een gemeente in het Franse departement Gironde (regio Nouvelle-Aquitaine). De plaats maakt deel uit van het arrondissement Bordeaux. Beychac-et-Caillau telde op 1 januari 2022 2.608 inwoners.

## Geografie
De oppervlakte van Beychac-et-Caillau bedroeg op 1 januari 2022 15,62 vierkante kilometer; de bevolkingsdichtheid was toen 167 inwoners per km².

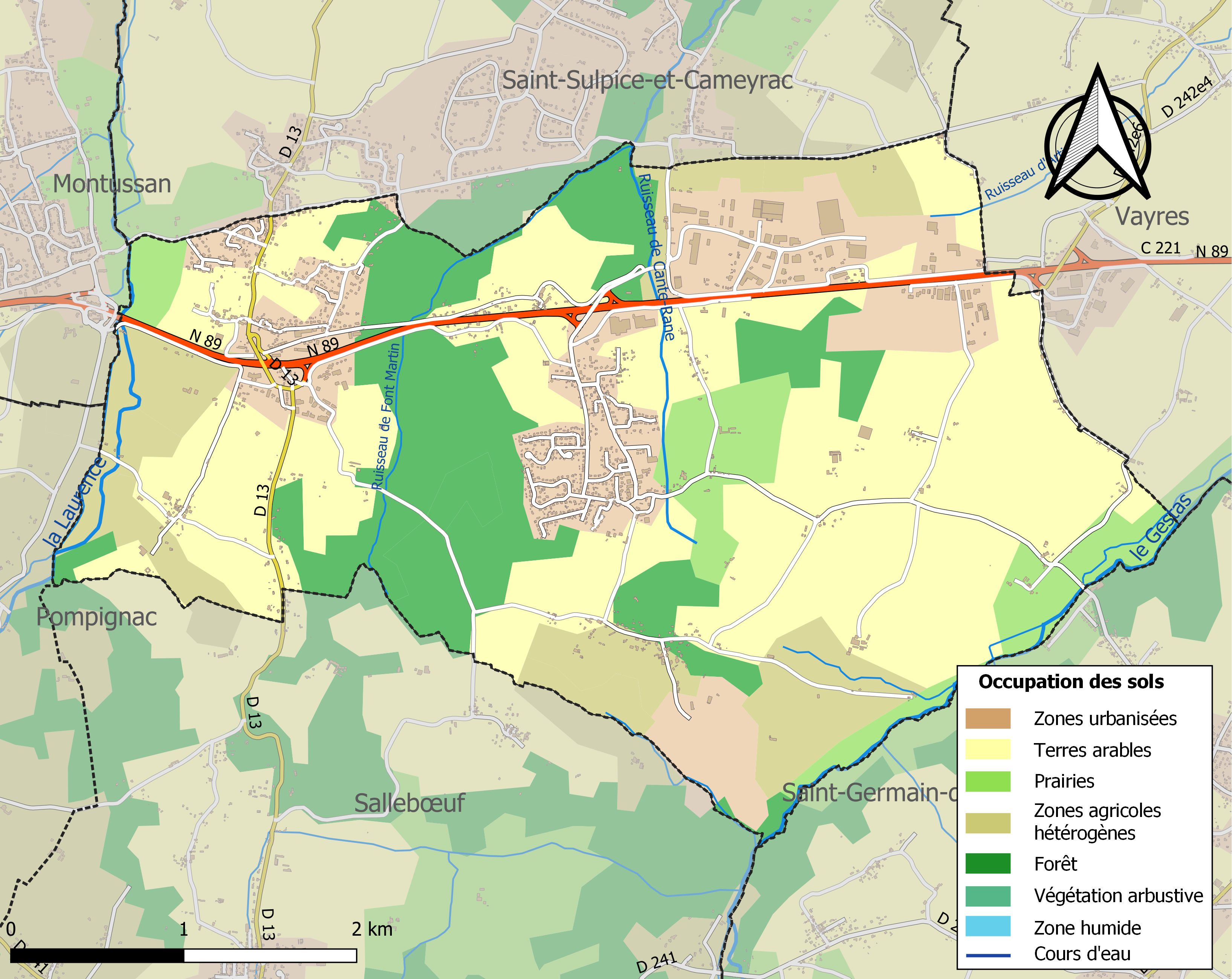
Kaart van de gemeente met belangrijkste infrastructuur, bodemgebruik en omliggende gemeenten

## Demografie
Onderstaande figuur toont het verloop van het inwonertal (bron: INSEE-tellingen).